# Pospeševalnik
Pospeševálnik je naprava, ki uporablja električno in/ali magnetno polje za pospeševanje električno nabitih delcev na visoko hitrost.

### Visokoenergetske naprave
Visokoenergetski pospeševalniki uporabljajo linearno množico plošč (ali cevi), kamor je usmerjeno izmenično visoko energijsko polje. Ko se delci približujejo plošči, se zaradi nasprotne polaritete plošče pričnejo gibati pospešeno. Ko preidejo skozi luknjo v plošči, se polariteta zamenja, tako da jih plošča odbija in pospešuje proti naslednji plošči. Navadno se delce pospešuje v gručah, tako da je za to potreben natančen regulator izmenične napetosti. Ko se delci približujejo hitrosti svetlobe, hitrost preklapljanja električnega polja postane tako visoka, da pričnejo delovati na mikrovalovnih frekvencah.
V generatorju rentgenskih žarkov je tarča ena od elektrod. Pospeševalniki, ki delujejo na enosmerni tok, ki so zmožni pospešiti delce na hitrost, dovoljšnjo za sproženje jedrskih reakcij so Cockcroft-Waltonov generator, ojačevalec napetosti, ki pretvori izmenični tok v visokonapetostni enosmerni tok, ali Van de Graaffov generator, ki uporablja statično elektriko.
Največji in najmočnejši pospeševalniki delcev, kot na primer RHIC, Veliki hadronski trkalnik (LHC) (predviden pričetek obratovanja v letu 2007) in Tevatron, se uporabljajo pri eksperimentih v fiziki osnovnih delcev. Pospeševalniki delcev lahko s protonskimi žarki ustvarijo tudi izotope, ki se uporabljajo v medicini. Tak primer pospeševalnika je LANSCE v Los Alamosu.

### Nizkoenergetske naprave
Vsakdanji primeri pospeševalnikov delcev so taki, ki jih najdemo v televiziji in rentgenu. Nizkoenergetski pospeševalniki, kot na primer katodna cev ali rentgen uporabljajo en par elektrod z nekaj tisoč volti enosmerne napetosti med njima.
Nizkoenergetski pospeševalnik, ionski vstavljalec, se na primer uporablja pri proizvodnji integriranih vezij.
Poznamo dva osnovna tipa pospeševalnikov: krožne in linearne.

## Linearni pospeševalniki
V linearnem pospeševalniku so delci pospešeni v ravni črti, kjer je tarča na drugem koncu. Linearni pospeševalniki so zelo široko uporabljani - vsaka katodna cev vsebuje enega, uporabljajo se tudi za pospešitev delcev preden vstopijo v cirkularne pospeševalnike.
Najdaljši linearni pospeševalnik na svetu je SLAC, (Stanford Linear Accelerator, Stanfordski linearni pospeševalnik) v Stanfordu, ki je dolg kar 3 kilometre. SLAC uporabljajo za trkanje elektronov in pozitronov.

## Krožni pospeševalniki
V krožnem pospeševalniku se delci gibljejo v krogu, dokler ne dosežejo zadostne energije. Pot delca je običajno ukrivljena v krog s pomočjo elektromagnetov. Prednost v primerjavi z linearnimi pospeševalniki je ta, da krožna topologija dovoljuje neskončno kroženje. Linearni pospeševalniki bi tako morali biti ekstremno dolgi, da bi dosegli moč krožnih pospeševalnikov. Odvisno od energije in delca, ki je pospeševan, imajo krožni pospeševalniki delcev pomanjkljivost, da oddajajo sevanje. Ko nabit delec pospešuje, oddaja elektromagnetno sevanje in sekundarno žarčenje. Ker pospeševani delec pospešuje proti središču kroga, neprenehoma seva. To je treba kompenzirati, kar naredi krožne pospeševalnike manj učinkovite od linearnih.

### Sinhrotronska svetloba
Nekateri krožni pospeševalniki so bili zgrajeni posebej v namen, da generirajo sevanje (imenovano sinhrotronska svetloba) kot rentgenske žarke. Ti visokoenergetski žarki se uporabljajo za odkrivanje zgradbe snovi, rentgensko spektrografijo proteinov, proučevanju lastnosti materialov in v medicini za obsevanje rakastih celic. Poleg tega, fiziki delcev v svojih pospeševalnikih vedno pogosteje uporabljajo večje delce, kot na primer protone, da dobijo večje energije. Ti delci so sestavljeni iz kvarkov in gluonov, kar naredi analizo rezultatov njunih medsebojnih vplivov veliko bolj zapleteno, hkrati pa znanstveno tudi bolj zanimivo.

### Zgodovina ciklotronov
Prvi krožni pospeševalnik je bil ciklotron, ki ga je leta 1929 izumil Ernest Orlando Lawrence. Ciklotroni imajo en par votlih plošč v obliki črke 'D' za pospeševanje delcev in en magnet za ukrivljanje poti delcev. Delci so potisnjeni v središče krožnega stroja, kjer pričnejo v spirali krožiti proti obodu.
Ciklotroni dosežejo energijsko mejo, saj je pri višjih hitrostih delce vedno težje pospeševati. Čeprav posebna teorija relativnosti pravi, da snov v vakuumu ne more potovati hitreje od hitrosti svetlobe, se delci v pospeševalnikih navadno gibljejo s hitrostjo, ki je zelo blizu hitrosti svetlobe. Fiziki delcev namesto hitrosti raje merijo energijo delcev, ki se po navadi meri v elektronskih voltih (eV).
Ciklotroni ne morejo več pospeševati protonov, ko ti dosežejo hitrost približno 10 milijonov elektronskih voltov (10 MeV), ker protoni niso več v fazi z električnim poljem. Pri taki energiji naprej krožijo v spirali, vendar nimajo dovolj visoke hitrosti, da bi opravili večji krog dovolj hitro. Kljub temu so uporabni za »nizkoenergijske« uporabe (na primer sinhrociklotroni).
Za ustvarjanje veliko večje energije, do milijard elektronskih voltov (GeV), je treba uporabiti sinhrotron. To je pospeševalnik, kjer se delci gibljejo znotraj cevi v obliki torusa. Okrog cevi je razporejenih veliko magnetov, ki fokusirajo delce in ukrivljajo njihovo pot okrog cevi in podobno razporejenih mikrovalovnih lukenj za pospeševanje delcev.
Velikost Lawrencovega prvega ciklotrona je bila le 10 centimetrov v premeru. Fermilab (Fermi National Accelerator Laboratory) ima ciklotron premera 6 kilometrov. Največji do sedaj zgrajeni ciklotron je bil elektronski-pozitronski trkalnik LEP (Large Electron Positron) s premerom 8,5 kilometrov, ki pa je bil razdrt, na tem mestu danes obratuje veliki hadronski trkalnik (LHC), zgrajen leta 2008. Pričela se je tudi gradnja superprevodnega supertrkalnika SSC, ki bi imel obseg 87 kilometrov, vendar je bila gradnja prekinjena. Taki veliki krožni pospeševalniki se gradijo v nekaj metrov širokih tunelih pod zemljo zaradi manjših motenj in stroškov, povezanih z gradnjo take strukture (in njej primerne zaščite) na površju.

## Tandemski pospeševalniki
V tandemskem pospeševalniku (tandetronu), ion privlači zelo visoka pozitivna napetost v geometrični sredini tlačne posode, s čimer pridobi energijo. Ko pride do središčnega dela, imenovanega visoko napetostni terminal, se nekaj elektronov odtrga od iona, ki s tem postane pozitiven. Ion se nato pospeši stran z visoko pozitivno napetostjo. Zaradi tega se ta vrsta pospeševalnika imenuje tandemski pospeševalnik - v prvi fazi delec potegne k sebi, v drugi pa ga odbije stran. Primer tandetrona je ANTARES (Australian National Accelerator for Applied Research).
Od decembra 1997 deluje tandemski pospeševalnik tudi v Sloveniji v okviru Mikroanalitskega centra na IJS (Inštitutu Jožef Stefan).